# ASASSN-15lh
(Krzysztof Stanek)
ASASSN-15lh, anche SN 2015L, è un'ipernova rilevata il 14 giugno 2015 dall'Osservatorio di Las Campanas nel corso del programma di ricerca astronomica All Sky Automated Survey for SuperNovae.
L'esplosione è avvenuta in una galassia lontana 3,8 miliardi di anni luce di distanza dalla Terra, al confine tra le costellazioni australi Indiano e Tucano, ed è stato il secondo fenomeno di questo tipo più potente mai registrato, con una luminosità massima 570 000 milioni di volte più elevata di quella del Sole e 20 volte più di quella della Via Lattea. Solo PS1-10adi, osservato nel 2010, supera in energia emessa ASASSN-15lh, sebbene la natura dei due eventi è disputata. Se l'esplosione di ASSASN fosse avvenuta ad una distanza equivalente a quella sostenuta da Sirio, distante solo 8,6 anni luce dalla Terra, la sua intensità sarebbe stata sufficiente a raggiungere una magnitudine apparente simile a quella del Sole.
Dopo 10 mesi di osservazione del fenomeno e svariate ipotesi sulla causa di un simile evento, un team internazionale, guidato dagli istituti Weizmann di Israele e Niels Bohr della Danimarca, ha concluso che l'evento è stato causato dalla destrutturazione di una stella di piccola massa (simile al Sole) avvenuta per causa di un buco nero supermassiccio rotante a velocità elevate (metrica di Kerr), in un fenomeno chiamato "evento di distruzione mareale", ma la sua reale natura non è accertata.